# Tuần lộc đất
Tuần lộc đất (Danh pháp khoa học: Rangifer tarandus groenlandicus) là một phân loài của tuần lộc được tìm thấy chủ yếu ở các vùng lãnh thổ Nunavut của Canada và các vùng lãnh thổ Tây Bắc, cùng với phía tây Greenland. Đôi khi nó bao gồm các Tuần lộc Porcupine tương tự, trong trường hợp này những con tuần lộc cạn cũng được tìm thấy ở Alaska.
Tuần lộc đất là một trong một số phân loài được gọi là tuktu trong Inuinnaqtun/ Inuktitut, và viết như ᓇᐹᕐᑐᕐᑲᓐᖏᑦᑐᒥ ᑐᒃᑐ trong ngôn ngữ Inuktitut, và là một nguồn thực phẩm chính cho người Inuit, đặc biệt là các nhóm người Inuit sống tại khu vực Kivalliq (Vùng Barren) thuộc Nunavut ngày nay. 

## Đặc điểm
Chúng là những con tuần lộc cỡ vừa, màu nhỏ hơn và nhẹ hơn so với những con tuần lộc rừng phương bắc, với những con cái có thể nặng khoảng 90 kg (200 lb) và con đực khoảng 150 kg (330 lb). Tuy nhiên, trên một số hòn đảo nhỏ hơn, trọng lượng trung bình có thể do được ít hơn. Các động vật ăn thịt lớn của tuần lộc đất là chó sói Bắc Cực. Những con sói có thể theo các đàn với khoảng cách lên đến nhiều dặm. Các tuần lộc có thị lực kém và nghe nhưng có khả năng quan sát sói từ xa.
Giống như tuần lộc Peary, cả con đực và con cái có gạc. Nói chung, trong mùa hè, những lớp lông ngoài của tuần lộc là màu nâu, và nhạt hơn nhiều trong mùa đông. Các cổ và mông có xu hướng hướng tới một màu kem trắng. Tuy nhiên, cách tô màu nói chung có thể khác nhau tùy thuộc vào khu vực.

## Tập tính
Các tuần lộc đất thường giao phối vào mùa thu và bê con được sinh ra trong tháng sáu, nhưng có thể không đẻ duy nhất của chúng cho đến tháng Bảy. Thông thường các con cái khi sinh đi ra khỏi đàn. Sau khi sinh, con cái liếm bê sạch và ăn các mô và nhau thai. Điều này có thể phục vụ hai mục đích, để thay thế các chất dinh dưỡng bị mất từ việc và giúp loại bỏ các mùi hương mà sẽ thu hút những kẻ săn mồi.
Các nguồn thực phẩm chính của chúng là địa y nhưng chúng cũng ăn Cyperaceae (sedges) và các loại cỏ khác cùng với cành cây và nấm. Tuần lộc đất cũng đã được quan sát thấy ăn gạc và rong biển và liếm mỏ muối. Có một số bằng chứng cho thấy rằng khi có cơ hội chúng cũng ăn xác những con chuột lemming, cá hồi Bắc Cực và trứng chim.

## Số lượng
Tại Canada khoảng năm mươi phần trăm của tất cả các tuần lộc là tuần lộc đất. Chúng dành nhiều hoặc tất cả các năm trên vùng lãnh nguyên Alaska từ đảo Baffin. Hầu hết, hay khoảng 1,2 triệu con tuần lộc hoang ở Canada sinh sống trong tám đàn di cư lớn, mà di cư theo mùa từ lãnh nguyên để trong rừng taiga thưa thớt đến rừng lá kim phía nam của vùng lãnh nguyên.
Trong thứ tự, từ Alaska đến Vịnh Hudson, đó là những đàn tuần lộc Porcupine, Đàn Cape Bathurs, đàn Bluenose West, đàn Bluenose Đông, đàn Bathurst, đàn Ahiak, đàn Beverly, và đàn Qamanirjuaq. Về số lượng 120 000 con tuần lộc khác sống thành từng đàn nhỏ hơn mà dành toàn bộ năm trên vùng lãnh nguyên. Một nửa trong số này được giới hạn đến đảo Baffin.
Trên đất liền của Canada, các loài động vật có thể đi tri trú trong bầy vài ngàn, nhưng chúng di chuyển trong các nhóm nhỏ hơn (không quá 50) trên các đảo. Chúng là động vật di cư và có thể đi di cư 1.200 km (750 mi) trong một mùa. Một số nhóm, chẳng hạn như những con sống trên đảo Victoria trong mùa hè, hãy chuyển sang đại lục vào mùa thu sau khi băng biển đã hình thành. Tại thời điểm này, các nhóm nhỏ hơn có thể tạo thành một đàn lớn và hàng trăm loài động vật có thể được nhìn thấy.
Bầy tuần lộc hoang di chuyển đến các khu vực ven biển cho một phần của mỗi năm, với ngoại lệ của Beverly Herd. Beverly Herd (chủ yếu nằm ở Saskatchewan, Northwest Territories, phần ở Nunavut, Manitoba, Alberta) và Qamanirjuaq Herd (chủ yếu nằm ở Manitoba, Nunavut, phần ở đông nam NWT, đông bắc Saskatchewan) thuộc sự bảo trợ của Beverly và Ban quản lý Qamanirjuaq Caribou. Phạm vi của đàn Beverly kéo dài từ lãnh nguyên Bắc Manitoba và Saskatchewan và cũng vào và Nunavut.
Trong cuộc khảo sát năm 1994 đã có 276.000 tuần lộc, một kỷ lục mọi thời đại. Theo một cuộc khảo sát năm 2011 dựa trên dữ liệu được thu thập bằng cách sử dụng các công cụ kỹ thuật số tiên tiến và bay-qua giám sát trực tiếp, có khoảng 124.000 tuần lộc ở Beverly đàn gia súc và 83.300 trong đàn Ahiak. Các địa điểm đẻ của tuần lộc đàn Beverly được thiết lập xung quanh Vịnh Queen Maud nhưng đàn chuyển khu vực sinh sản truyền thống của nó.
Ross Thompson, Giám đốc điều hành của Hội đồng Beverly và Qamanirjuaq Quản lý Caribou, giải thích tỷ lệ đẻ thấp chủ yếu vào suy thoái môi trường sống và xáo trộn với các yếu tố khác góp phần vào tốc độ tăng trưởng thấp như ký sinh trùng, động vật ăn thịt và thời tiết xấu. Hầu hết các quần thể tuần lộc ở phía bắc đang có xu hướng giảm xuống. Nó gây ra rất nhiều lo lắng cho rất nhiều thợ săn.
Nhà sinh vật học Regional Mitch Campbell John Nagy, Đại học sinh học động vật hoang dã của Alberta và nghiên cứu, lập luận rằng đàn Beverly là mạnh mẽ không hề suy giảm. Ông tuyên bố đàn đã chuyển địa điểm sinh đẻ của chúng gần bờ biển vùng Vịnh Queen Maud tây về phía bắc của bầy đàn truyền thống. 